# Colegiul Național „Grigore Moisil” din București

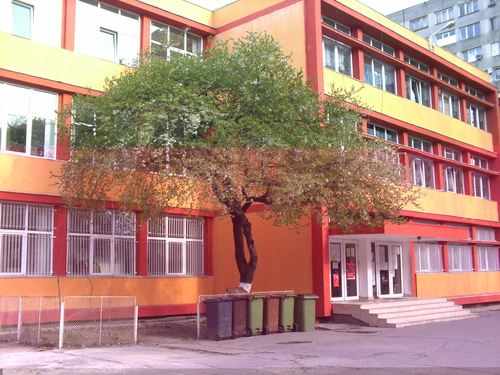
Colegiul Național „Grigore Moisil” din București

Colegiul Național „Grigore Moisil” este un liceu teoretic din București cu clase specializate în matematică-informatică, științe ale naturii, științe sociale și filologie.

## Istoric
A fost fondat în anul 1965 pe lângă „Școala Normală” care a funcționat în clădirea atașată Colegiului Elena Doamna. Până în 1967 a funcționat pe rând în incinta Școlii Generale 193, a liceului Tudor Vladimirescu, apoi s-a mutat în propria clădire din cartierul Drumul Taberei, unde a devenit Liceul nr. 33. Începând din anul 1990 poartă numele academicianului Grigore Moisil.
Deși este unul dintre liceele „tinere” ale capitalei, colegiul se remarcă prin rezultatele elevilor săi, media de admitere a elevilor la specializarea matematică-informatică fiind 9.41 (în 2019). Promovabilitatea în cadrul examenului de Bacalaureat este una dintre cele mai ridicate din București, 99.5% (2019). Conform unui raport publicat de I.S.M.B. în 2018, Colegiul Național „Grigore Moisil” conduce topul liceelor din Sectorul 6 pe criterii de succes și performanță.